# 李安傑洛·鮑爾
李安傑洛·罗伯特·鮑爾（英語：LiAngelo Robert Ball，1998年11月24日—）為美國職業籃球運動員。其胞兄為芝加哥公牛朗佐·鮑爾，胞弟為夏洛特黃蜂拉梅洛·鲍尔。最後效力於哈利斯科太空人。

## 外部連結
- 李安傑洛·鮑爾在NBA官網（英语）
- 李安傑洛·鮑爾在NBA G聯盟官網（英语）
- 李安傑洛·鮑爾在Basketball-Reference.com（NBA）（英语）
- 李安傑洛·鮑爾在Basketball-Reference.com（NBA G聯盟）（英语）
- 李安傑洛·鮑爾在ESPN（NBA）（英语）
- 李安傑洛·鮑爾在Eurobasket.com（球員）（英语）
- 李安傑洛·鮑爾在Proballers（英语）
- 李安傑洛·鮑爾在RealGM（英语）